# Television Tour 2000
Il Television Tour 2000 è stato il quarto tour del duo musicale italiano Paola & Chiara, a sostegno dell'omonimo album Television pubblicato nel 2000.
Nella primavera del 2001 la tournée è stata estesa a seguito della pubblicazione della ristampa del disco, con il titolo 2Thousand1 Television Tour. Il tour conteneva date sia in piazza che nelle discoteche.

## Date
| Data                       | Paese    | Città                        |
| -------------------------- | -------- | ---------------------------- |
| 12 agosto 2000             | Italia   | Riccione                     |
| 1º settembre 2000          | Germania | Colonia                      |
| 1º settembre 2000          | Germania | Dusseldorf                   |
| 2 settembre 2000           | Germania | Berlino                      |
| 22 settembre 2000          | Italia   | Genova                       |
| 6 ottobre 2000             | Italia   | Partinico                    |
| 7 ottobre 2000             | Italia   | Gubbio                       |
| 8 ottobre 2000             | Italia   | Vercelli                     |
| N.D.                       | Svizzera | Zurigo                       |
| 7 dicembre 2000            | Italia   | Modena                       |
| 21 dicembre 2000           | Italia   | Bisceglie                    |
| 23 dicembre 2000           | Italia   | Reggio Emilia                |
| 2Thousand1 Television Tour |          |                              |
| 17 marzo 2001              | Italia   | Cagliari                     |
| 24 luglio 2001             | Italia   | Campione d'Italia            |
| 28 luglio 2001             | Italia   | Casalbordino                 |
| 31 luglio 2001             | Italia   | Barletta                     |
| 2 agosto 2001              | Italia   | Penna in Teverina            |
| 4 agosto 2001              | Italia   | Adrano                       |
| 5 agost 2001               | Italia   | Limbadi                      |
| 6 agosto 2001              | Italia   | Melito di Porto Salvo        |
| 8 agosto 2001              | Italia   | Brolo                        |
| 9 agosto 2001              | Italia   | Modica                       |
| 14 agosto 2001             | Italia   | Nettuno                      |
| 15 agosto 2001             | Italia   | Montereale                   |
| 16 agosto 2001             | Italia   | Vasto                        |
| 18 agosto 2001             | Italia   | Orgosolo                     |
| 19 agosto 2001             | Italia   | Oristano                     |
| 21 agosto 2001             | Italia   | Sant'Egidio del Monte Albino |
| 23 agosto 2001             | Italia   | Moricone                     |
| 24 agosto 2001             | Italia   | Omegna                       |
| 1º settembre 2001          | Italia   | Milazzo                      |